# Antonino Marchisio
Antonino Marchisio   (Buttigliera d'Asti, 19 de febrer de 1817 - Torí, 4 d'agost de 1875) va ser un pianista i compositor italià.
Va néixer a Buttigliera d'Asti, però la seva família es va establir després a Torí. Va fer estudis musicals a Milà, però a causa de la mort prematura del seu pare, va tornar a Torí, per fer-se càrrec de la família.
La seva família va tenir una estreta relació amb la música: el seu pare va ser fabricant de pianos; el seu germà petit, Giuseppe Enrico (1831-1903) també va ser pianista i compositor, i dues germanes, Barbara (1833-1919) i Carlotta. (1835-1872) van ser cantants d'òpera.
També fou un distingit professor, i deixà les òperes Il marito della vedova, (1841), Un matrimonio a tre (1851) Piccarda Donati (llibret de Leopoldo Marenco, 1860), Cristoforo Colombo, Gli Ussisti .